# Самсонов, Евгений Петрович
Евгений Петрович Самсонов (1812—1877) — полковник Преображенского полка (вышел в отставку генерал-майором), старший адъютант управления Императорской главной квартиры, участник подавления польского восстания. Автор мемуаров.

## Биография
Из рода Самсоновых, происходящего от московского дьяка Семёна Самсонова. Сын генерал-поручика Петра Александровича Самсонова (1773—1859) от брака его с Анной Александровной Исленьевой (1774—1866). Братья — Александр (1811—1882), генерал-лейтенант, и Гавриил (1814—1896), генерал, автор мемуаров.
1 (13) июля 1829 года определён на службу подпрапорщиком в лейб-гвардейский Московский полк.  Затем переведён в лейб-гвардейский Преображенский полк. 19 апреля (1 мая) 1831 года произведён в прапорщики. Принимал участие в подавлении польского восстания.
Благодаря протекции шурина Алексея Фёдоровича Львова Самсонов быстро сделал карьеру. 19 (31) июля 1837 года назначен адъютантом к шефу жандармов и командующему Императорской главной квартирой генерал-адъютанту графу Бенкендорфу.
9 (21) мая 1839 года назначен старшим адъютантом штаба корпуса жандармов с оставлением в том же полку. 12 (24) апреля 1843 года назначен старшим адъютантом управления делами Императорской главной квартиры и собственного Его Величества конвоя.
6 (18) января 1848 года произведён в полковники с зачислением по армии и военному министерству.
С уходом в отставку (1862) произведён в генерал-майоры. Поселился в своём родовом имении Бектышево вместе с супругой. Этот период характеризуется в работах естественно-исторического отдела Переславль-Залесского историко-художественного и архитектурного музея-заповедника как «время культурного расцвета имения», архитектурно-паркового комплекса, созданного в начале XIX века.

## Семья
В 1836 года был женат на Надежде Фёдоровне Львовой (09.04.1816—1895), дочери литератора Фёдора Петровича Львова (1766—1836) и второй жены его Елизаветы Николаевны Львовой (1788—1864); внучке архитектора Н. А. Львова. Родилась в Петербурге, крещена 10 апреля 1816 года в Морском Богоявленском соборе при восприемстве Г. Державина и тетки П. Н. Львовой. Славилась как исполнитель и автор музыкальных композиций, романсов, оперетт. По легенде, изложенной в романе К. А. Большакова «Бегство пленных», Надежда Фёдоровна была одной из многочисленных фавориток Николая I и любовницей М. Ю. Лермонтова. Это якобы повлияло на резкое ухудшение отношения императора к поэту.
Дети:
- Пётр Евгеньевич (1837—1908), золотопромышленник; женат на дочери генерала В. М. Козловского Наталье.
- Елизавета Евгеньевна (23.08.1840, Веймар — ?), с 1863 года — жена Николая Степановича Волкова (1810—1869), во втором браке за Н. А. Вагановым (1837—1899). Была организатором «Майского союза» (1898 г.), одного из первых в России экологических обществ[4]. В браке с Волковым родился сын — Евгений Николаевич Волков (генерал-лейтенант, губернатор Черноморской и Таврической губерний, градоначальник Москвы)[5].

## Награды
- Орден Святой Анны 4 степени с надписью «За храбрость» (награждён 30 октября 1831 года, за храбрость и мужество при взятии приступом Варшавских укреплений и городского вала)
- Польский знак отличия за военное достоинство 4-й степени (1831)
- Знак отличия беспорочной службы за XV лет (1851)
- Орден Святой Анны 2 степени (1 января 1847 года); императорская корона к ордену (1855)[6]
- Медаль «За взятие приступом Варшавы»
- Высочайшие благоволения (1832, 1833, 1834, 1835, 1836 годы)

## В литературе
Самсонов был главным действующим лицом исторических романов К. А. Большакова «Бегство пленных» и «Царь и поручик»; с точки зрения этого персонажа описан петербургский свет времён Николая I, Лермонтова, Бенкендорфа (адъютантом которого был Самсонов).